# Polymère précéramique
Un polymère précéramique est un polymère permettant d'obtenir une céramique par pyrolyse dans des conditions appropriées, généralement en l'absence d'oxygène. De telles céramiques produites à partir de polymères précurseurs sont dites céramiques dérivées de polymères (PDC). Ce sont généralement des céramiques à base de silicium comme le carbure de silicium, les oxycarbures de silicium, le nitrure de silicium et les oxynitrures de silicium. Ce sont souvent des matériaux amorphes ou dépourvus d'ordre cristallin à grande échelle. Les polymères précurseurs sont typiquement des polycarbosilanes (de) et des polysiloxanes, qui donnent respectivement du SiC, et des SiOC,.
Les recherches sur ces technologies sont issues du domaine astronautique notamment pour produire des boucliers thermiques de rentrée atmosphérique en matériaux composites en céramique renforcée de fibres. L'utilisation de polymères précurseurs permet des modes de traitement novateurs par rapport aux techniques céramiques conventionnelles, comme le filage de fibres, le coulage de couches minces et le moulage de formes complexes. Il est également possible de combiner plusieurs techniques pour produire des pièces de complexité croissante, comme cela est illustré par l'emploi de photopolymères, comme un polysilazane liquide, qui peuvent prendre une forme donnée par rigidification sous l'effet d'un rayonnement induisant la réticulation du matériau avant d'être convertis en céramiques par pyrolyse.